# 鳥取信用金庫
鳥取信用金庫（とっとりしんようきんこ）は、鳥取県鳥取市に本店を置く信用金庫。愛称は「とりしん」。

## 沿革
- 1950年6月24日 - 鳥取庶民信用組合として設立。
- 1952年1月8日 - 信用金庫に転換、鳥取信用金庫に改組。
- 2000年12月4日 - 他信用金庫相互間とATM・CD相互無料提携（しんきんATMゼロネットサービス）を開始。
- 2004年10月1日 - 山陰合同銀行とATM・CD相互無料提携（さんいんネットサービス）を開始。
- 2005年10月16日 - 同日の営業を持って、富桑支店が廃止（業務継承店：鳥取北支店）。ただし、廃止後も富桑出張所（無人店舗）としてATMは存続。
- 2005年11月21日 - 湖山中央支店を開設。
- 2006年1月4日 - 入金ネットを開始（要手数料）。
- 2006年10月18日 - 鳥取南支店を新築移転。
- 2010年9月13日 - 本店を鳥取駅前サンロード向かい側の本店別館ビル内に新築移転（旧本店は駐車場として整備）[1]。
- 2011年9月16日 - 同日の営業を持って、本町支店・高草支店が廃止（業務継承店：本店営業部）。ただし、廃止後も本町出張所・高草出張所（無人店舗）としてATMは存続。
- 2024年9月9日 - この日から磁気の影響を受けにくい新しい通帳（Hi-Co通帳）を取扱開始した(Hi-Co通帳に対応していない信用金庫ATMではHi-Co通帳は使えない。)[2]。

## ATM
鳥取信用金庫のATM・CD（他の金融機関との共同ATM・CDを除く）では、他の信用金庫（しんきんATMゼロネットサービス）のキャッシュカードでも、平日8:45～18:00の入出金、土曜9:00～14:00の出金に限り手数料が無料となる。
また、山陰合同銀行（さんいんネットサービス）のキャッシュカードでも、平日8:45～18:00、土曜9:00～14:00の出金は手数料が無料、平日8:00～8:45・18:00～21:00の出金、土曜14:00～17:00、休日9:00～17:00の出金は手数料が108円となる。